# 行李架

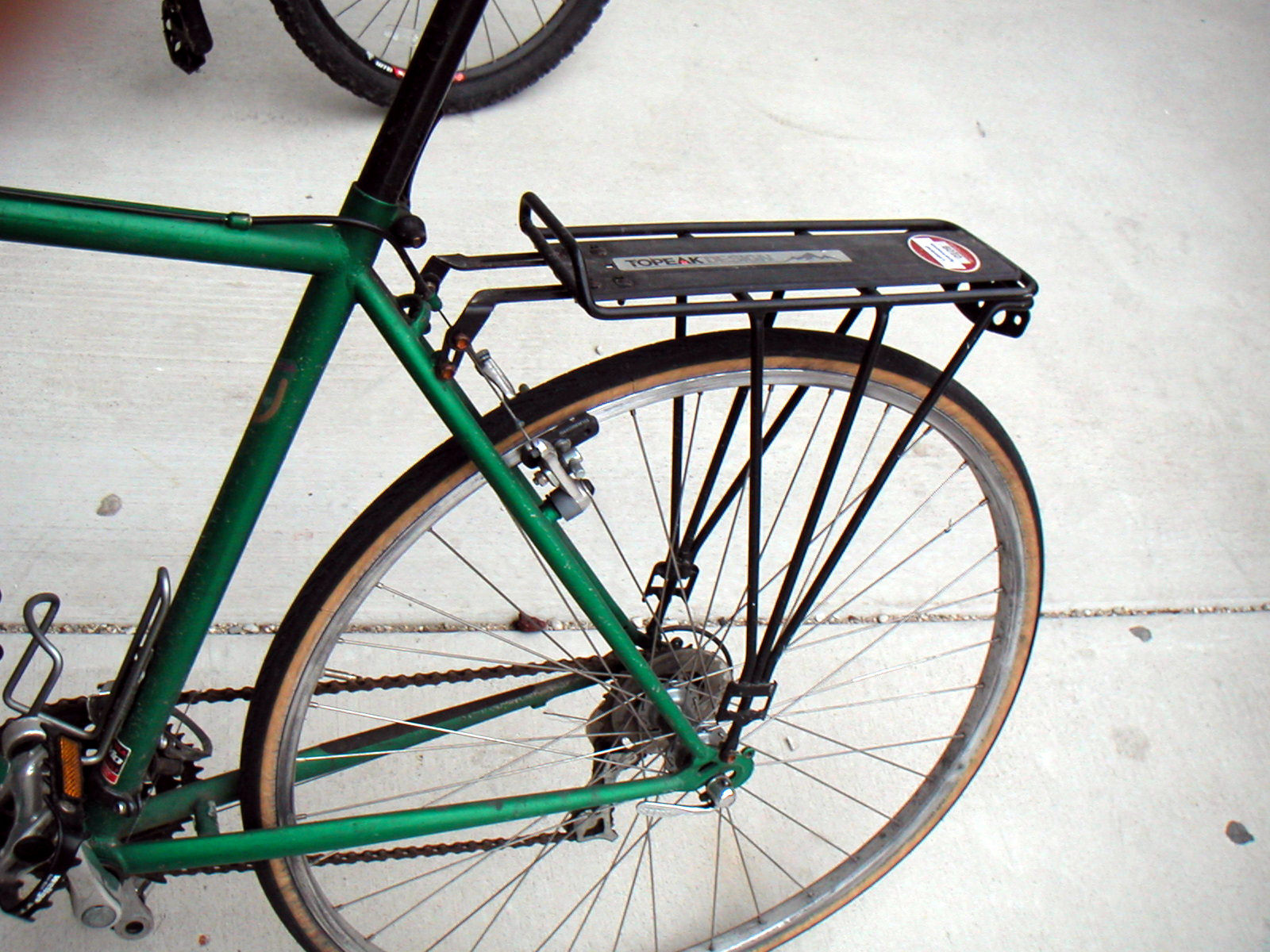
位於自行车後部的行李架

行李架是一种固定在自行車上的零部件，它主要用來裝載货物。旅行自行车上就配有行李架。自行车的行李架可以安装在自行车前部或后部，安裝在後部更为常见。行李架也可以安装在折叠车上。